# Keiko Hama
Keiko Hama (jap. 浜 恵子 Hama Keiko; ur. 7 listopada 1947 w prefekturze Chiba) – japońska siatkarka. Srebrna medalistka igrzysk olimpijskich w Meksyku i Monachium. Zdobywczyni srebrnego medalu na mistrzostwach świata w piłce siatkowej kobiet w 1970 oraz w pucharze świata w piłce siatkowej kobiet w 1973.